# Попивода, Перо
Перо (Пётр Саввич) Попивода (Лешев-Стуб, около Цетине, 1916 — 1979), участник Национально-освободительной борьбы в Югославии, участник просталинской оппозиции в КПЮ, позднее генерал-майор советских ВВС.

## Биография
Родился в 1916 году в деревне Лешев-Стуб недалеко от Цетине.
До Второй мировой войны служил офицером в югославском королевском ВМФ.
После начала Второй мировой войны в 1941 году вступил в Национально-освободительную армию Югославии. Сначала был заместителем командира Ловченского батальона по операциям в Санджаке, а затем интендантом Главной интендантской службы Верховного штаба.
В ноябре 1942 г. Верховный штаб НОАЮ направил его в Словению вместе с группой военачальников, где он занимал должности:
- начальник штаба Первой словенской пролетарской бригады «Тоне Томшич»
- командир 14-й словенской дивизии ,
- командир оперативной зоны Генерального штаба НОАЮ в Словении
- командир 15-й словенской дивизии
- командир 7-го словенского корпуса

В 1944 г. он был повышен до звания полковника, и после перевода в Сербию был назначен командующим 22-й сербской дивизии.
После окончания войны в 1945 г. его отправили в Советский Союз, где он учился 2 года. Во время обучения женился на Кире Григорьевне, дочери советского генерала, и у него родился сын.
По возвращении в Югославию он был назначен начальником оперативного управления ВВС и получил звание генерал-майора.
После принятия в июне 1948 года резолюции Коминформа, направленной против Тито, и последовавшего ухудшения отношений между Югославией и Советским Союзом он решил бежать в Советский Союз. 16 августа вылетел на самолёте По-2 в Румынию из аэропорта Земун, приземлился в Тимишоаре и сел на другой самолёт в Москву, а первый самолёт был возвращен югославской армии.
По прибытии в Москву он был принят в состав Советской Армии и получил звание генерал-майора авиации. Выступал на 19 съезде КПСС от имени югославской компартии.
Был награждён партизанским памятным знаком 1941 года и орденом Партизанской Звезды, которых он был лишён за дезертирство из югославской армии. Также был кавалером нескольких советских наград.
Умер в 1979 г. в Советском Союзе. Фрагмент воспоминаний Попиводы включён в книгу Ф. Чуева «Сто сорок бесед с Молотовым». В частности, Попивода рассказывал об обстоятельствах того, как малоизвестный Н. Чаушеску сблизился с лидером румынской компартии Георгиу-Дежем: Чаушеску был якобы тем самым уголовником, который благодаря своим криминальным связям помог передать нацистскому охраннику взятку за бегство Георгиу-Дежа.
В 1951 г. его брат Владо, подобно ему, вместе с тремя другими членами экипажа бежал на самолёте из Югославии.
Помимо сына (который тоже имел сына), у П. Попиводы была дочь Радмила (1948—2007), профессиональная шахматистка (не была замужем).